# Dragovanščak
Dragovanščak is een plaats in de gemeente Jastrebarsko in de Kroatische provincie Zagreb. De plaats telt 120 inwoners (2001).